# Jean-François Durande
Jean-François Durande ( * 1732, Dijon - enero de 1794, ibíd.) fue un médico y botánico francés . 
Su padre era procurador del Parlamento de Bourgogne. Jean-François estudia Medicina, y se instala en Dijon. Se casa con Claudine Tiran, y tienen un hijo, Claude-Auguste Durande (1764-1835), igualmente médico en Dijon, y que fue varias veces alcalde de la ciudad. Comienza a enseñar Botánica en el jardín botánico de la ciudad, con el aval de Jean-J. Rousseau (1712-1778) y de Antoine Gouan (1733-1821). Se pueden citar como alumnos de Durande, a Louis-A. Bosc d’Antic (1759-1828), Jacques-Nicolas Vallot (1771-1860), o Pierre Morland (1768-1837).
Con Hugues Maret (1726-1786) y Louis-Bernard Guyton-Morveau (1737-1816), publica los Éléments de chymie théorique et pratique (1778). Y resume sus lecciones en Notions élémentaires de botaniques (368, xcii pp., 1781, texto completo) donde es uno de los primeros en aplicar el sistema de Antoine-L. de Jussieu (1748-1836). Al año siguiente, publica Flore de Bourgogne (1782) donde describe 1.300 especies.

## Fuente
- Benoît Dayrat. 2003. Les Botanistes et la Flore de France, trois siècles de découvertes. Publication scientifiques du Muséum national d’histoire naturelle : 690 pp.

- La abreviatura «Durande» se emplea para indicar a Jean-François Durande como autoridad en la descripción y clasificación científica de los vegetales.[1]